# Saint-Boniface—Saint-Vital
Pour les articles homonymes, voir Saint-Boniface.
Circonscription électorale fédérale du Canada
Saint-Boniface—Saint-Vital (auparavant Saint-Boniface) est une circonscription électorale fédérale au Manitoba (Canada).
La circonscription de l'est de la ville de Winnipeg entre la rivière Rouge et la limite municipale est comprend notamment le quartier franco-manitobain de Saint-Boniface, nommé en l'honneur de l'évêque Boniface de Mayence.
Les circonscriptions limitrophes sont Elmwood—Transcona, Provencher, Winnipeg-Sud, Winnipeg-Centre-Sud et Winnipeg-Centre.
Elle possède une population de 81 239 dont 64 058 électeurs sur une superficie de 66 km2.
À la suite du redécoupage de la carte électorale de 2022, le nom de la circonscription reste le même mais est traduit en anglais par St. Boniface—St. Vital. 

## Historique
La circonscription de Saint-Boniface est créée en 1924 d'une partie de la circonscription de Springfield.
| Législature                         | Années        | Député               | Député            | Parti                     |
| ----------------------------------- | ------------- | -------------------- | ----------------- | ------------------------- |
| Saint-Boniface issue de Springfield |               |                      |                   |                           |
| 15e                                 | 1925–1926     |                      | John Power Howden | Libéral                   |
| 16e                                 | 1926–1930     |                      | John Power Howden | Libéral                   |
| 17e                                 | 1930–1935     |                      | John Power Howden | Libéral                   |
| 18e                                 | 1935–1940     |                      | John Power Howden | Libéral                   |
| 19e                                 | 1940–1945     |                      | John Power Howden | Libéral                   |
| 20e                                 | 1945–1949     | Fernand Viau         |                   | Libéral                   |
| 21e                                 | 1949–1953     | Fernand Viau         |                   | Libéral                   |
| 22e                                 | 1953–1957     | Fernand Viau         |                   | Libéral                   |
| 23e                                 | 1957–1958     | Louis Deniset        |                   | Libéral                   |
| 24e                                 | 1958–1962     |                      | Laurier Régnier   | Progressiste-conservateur |
| 25e                                 | 1962–1963     |                      | Roger Teillet     | Libéral                   |
| 26e                                 | 1963–1965     |                      | Roger Teillet     | Libéral                   |
| 27e                                 | 1965–1968     |                      | Roger Teillet     | Libéral                   |
| 28e                                 | 1968–1972     | Joseph-Philippe Guay |                   | Libéral                   |
| 29e                                 | 1972–1974     | Joseph-Philippe Guay |                   | Libéral                   |
| 30e                                 | 1974–1978     | Joseph-Philippe Guay |                   | Libéral                   |
| 30e                                 | 1978-1979     |                      | Jack Hare         | Progressiste-conservateur |
| 31e                                 | 1979–1980     |                      | Robert Bockstael  | Libéral                   |
| 32e                                 | 1980–1984     |                      | Robert Bockstael  | Libéral                   |
| 33e                                 | 1984–1988     |                      | Léon Duguay       | Progressiste-conservateur |
| 34e                                 | 1988–1993     |                      | Ron Duhamel       | Libéral                   |
| 35e                                 | 1993–1997     |                      | Ron Duhamel       | Libéral                   |
| 36e                                 | 1997–2000     |                      | Ron Duhamel       | Libéral                   |
| 37e                                 | 2000–2002     |                      | Ron Duhamel       | Libéral                   |
| 37e                                 | 2002-2004     | Raymond Simard       |                   | Libéral                   |
| 38e                                 | 2004–2006     | Raymond Simard       |                   | Libéral                   |
| 39e                                 | 2006–2006     | Raymond Simard       |                   | Libéral                   |
| 40e                                 | 2008–2011     |                      | Shelly Glover     | Conservateur              |
| 41e                                 | 2011–2015     |                      | Shelly Glover     | Conservateur              |
| Saint-Boniface—Saint-Vital          |               |                      |                   |                           |
| 42e                                 | 2015–2019     |                      | Dan Vandal        | Libéral                   |
| 43e                                 | 2019–2021     |                      | Dan Vandal        | Libéral                   |
| 44e                                 | 2021–2025     |                      | Dan Vandal        | Libéral                   |
| 45e                                 | 2025–en cours |                      | Ginette Lavack    | Libéral                   |

## Résultats électoraux
|       | Candidat           | Parti        | # de voix | % des voix |
|       | François Catellier | Conservateur | à venir   | à venir    |
|       | Dan Vandal         | Libéral      | à venir   | à venir    |
|       | Glenn Zaretski     | Vert         | à venir   | à venir    |
| Total | Total              | Total        |           | 100 %      |

|       | Candidat          | Parti        | # de voix | % des voix |
|       | (x) Shelly Glover | Conservateur | +21 737,  | 50,28 %    |
|       | Raymond Simard    | Libéral      | +13 314,  | 30,8 %     |
|       | Patrice Miniely   | NPD          | +06 935,  | 16,04 %    |
|       | Marc Payette      | Vert         | +01 245,  | 2,88 %     |
| Total | Total             | Total        | 43 231    | 100 %      |

|       | Candidat           | Parti        | # de voix | % des voix |
|       | Shelly Glover      | Conservateur | +19 440,  | 46,32 %    |
|       | (x) Raymond Simard | Libéral      | +14 728,  | 35,09 %    |
|       | Matt Schaubroeck   | NPD          | +05 502,  | 13,11 %    |
|       | Marc Payette       | Vert         | +02 104,  | 5,01 %     |
|       | Justin Gregoire    | Héritage     | +00195,   | 0,46 %     |
| Total | Total              | Total        | 41 969    | 100 %      |